# Defensa (fútbol)

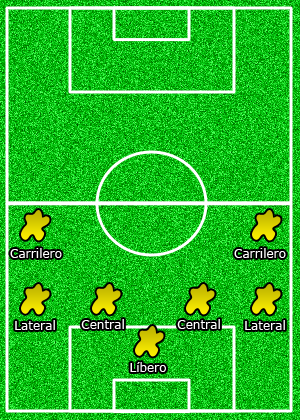
Las posiciones básicas en defensa son cuatro: carrilero, lateral, central y líbero

En el fútbol, el defensa, defensor, marcador o zaguero es un jugador de campo que tiene como rol principal impedir que los adversarios puedan llegar a la portería propia y marcar goles ante el portero.
En el fútbol moderno la posición de defensa central exige ser el primer responsable en el inicio del juego; además de hacer el repliegue cuando haya que cubrir al lateral o a cualquier otro jugador.

## Formaciones
Existen varios tipos de formaciones defensivas, desde antes de los años 1950 se usaban principalmente dos; el 2-3-5 o pirámide invertida y el MW o defensa alemana. En la primera los laterales subían al medio campo confundiéndose con los volantes, pero cumpliendo labores defensivas, y en el sistema de defensa alemana se buscaba presionar al rival en el medio campo y por tanto existía un líbero. Ya a finales de los años 1950, aparecieron líneas defensivas con cuatro jugadores. En los años 1960, comenzaron a utilizarse los carrileros para jugar el sistema 4-2-4. En la Copa Mundial de Fútbol de 1966 surgió la formación 4-4-2 o wingless que consistía en dos centrales y dos laterales contenidos por la línea de medio campo que jugaba en modo defensivo. Ya en la década de 1980 reaparecen las formaciones con tres defensas sobre todo en la Copa Mundial de Fútbol de 1986. En los años 1990, vieron la luz los sistemas defensivos zonales como el del entrenador italiano Arrigo Sacchi y en España se improvisó con tres defensas en línea que presionaban juntos en el medio campo. Sin embargo actualmente se juega mucho con cuatro defensas en del sistema 4-4-2.
Ejemplos:
- Tres defensores (esquema 3-5-2 del entrenador argentino Bilardo): uno de ellos es un líbero o un central que espera atrás y se hace acompañar de dos mediocampistas defensivos que salen a cortar adelante y a los costados. Es un sistema muy común en el fútbol argentino, uruguayo y venezolano.
- Tres defensores (esquema 3-2-3-2 o 3-2-2-3 o MW): uno de ellos es un líbero que sale a corta los ataques hasta el medio campo y dos centrales a cada lado que esperan atrás. Esta forma de jugar es un dispositivo defensivo denominado la defensa alemana.
- Tres defensores (3-4-3): simplemente se juega con tres centrales en línea. Este sistema es muy común en el fútbol neerlandés.
- Cuatro defensores (esquema 4-4-2 o wingless): dos de ellos son centrales y dos laterales. Es una forma muy común en el fútbol inglés.
- Cuatro defensores (esquema 4-2-2-2 o 4-4-2 con rombo al medio): se trata de dos centrales acompañados de dos carrileros. Este sistema es muy común en Brasil, Chile, Colombia y Perú.
- Cuatro defensas dos de ellos adelantados (ejemplo 2-3-5 o pirámide invertida)[2] este es un dispositivo defensivo en desuso, pero que en la faceta del ataque y la presión al rival todavía se puede dar. Consta de dos defensores centrales esperando atrás y dos defensas de medio campo o lateral volante que se adelantan y hacen una línea de tres acompañando al volante de salida. La idea es que estos defensores salgan a cortar las subidas laterales de los aleros y punteros. Guardiola rescató este sistema en su etapa en el Bayern.
- Cinco defensores (los esquemas 5-3-2 o 5-2-1-2 o catenaccio): variante empleada sobre todo en algunos equipos de Europa, principalmente italianos; donde un defensor es el líbero y delante de él juega una línea de cuatro defensores —dos mediocampistas defensivos y dos laterales o dos centrales y dos carrileros—.

## Categorías de defensas

### Defensa central
También denominado zaguero central, o simplemente central (no confundir con el término marcador central). Habitualmente numerados como 4 y 5 (en Europa), dependiendo de cada país, los marcadores centrales constituyen la base de la defensa. El zaguero central juega de una forma más contenida que el centrocampista defensivo, preferentemente en línea de cuatro esperando en orden el ataque rival y resguardando el área con una defensa zonal —este jugador más bien espera al rival en la última línea—. El zaguero central necesariamente no se encarga de las bandas, esa es tarea del centrocampista defensivo o del marcador de punta. Su principal orientación es no salir a marcar jugadores sino proteger las áreas en defensa zonal.
Como características esenciales el zaguero central debe ser prolijo en el despeje de balones, ordenado en el juego, dominar el juego aéreo y sobre todo leer el juego anticipandose a las jugadas y cubriendo espacios. Muchas veces se juega con un defensa central que se ubica en la centro-derecha y se complementa con un centrocampista defensivo. Aquí el central tiene una función puramente defensiva, de permuta y prolijidad, debe ordenar la línea de juego y debe saber ocupar los espacios dejados en la cancha.
«A diferencia de lo que ocurre en una zaga conformada por un líbero y dos centrocampistas defensivos, donde la eficacia está centrada fundamentalmente en la mecanización de funciones, los dos defensores en línea, para cumplir con su misión, requieren tomar decisiones conjuntas ante situaciones que no pueden ser ciento por ciento previstas de antemano. Porque a diferencia de los líberos y centrocampistas defensivos, la pareja de centrales no tiene como objetivo prioritario atacar al rival que lleva el balón (ya sea con marcación personal o zonal), sino que cubrir de la mejor forma el sector donde se está gestando el ataque rival (esto se entiende porque se supone que serán los laterales y el o los volantes centrales los que deben ir al choque frontal). Así, la comunicación se torna esencial entre los zagueros centrales porque uno deba salir a marcar al posible atacante receptor del balón mientras el otro tiene que quedarse a cubrir la última zona para evitar la desprotección total ante una eventual cambio de frente de la jugada. Lograr este grado de sincronización en la dupla depende más del diálogo que de la repetición de movimientos».
Ejemplos clásicos se pueden encontrar a Franco Baresi quien en el AC Milan jugaba de central y no solo ordenaba la línea de cuatro sino que utilizaba la trampa del fuera de juego para poner en evidencia el despliegue táctico del rival. Otro ejemplo sería Elías Figueroa junto a Daniel Passarella.
Bobby Moore de quién se dice que corría tan bien la cancha que la pelota siempre le llegaba a él. Otros grandes centrales fueron Carles Puyol, Jaap Stam, Héctor Chumpitaz, Laurent Blanc (cuarto mejor jugador francés del siglo según diario L Équipe siendo unos de los defensas más goleadores de la historia), Carlos Gamarra. Otros jugadores que han destacado en la posición son Sergio Ramos, Cristian Romero, Virgil van Dijk, Thiago Silva, Rúben Dias, Kalidou Koulibaly, Marquinhos, Raphaël Varane, Milan Škriniar o Reinildo.

### Defensor de corte
Mayormente conocido como marcador de corte también llamado estóper —derivado del inglés stopper (parador)—. Juega preferentemente en línea de tres o de cinco, en ocasiones se los puede ver en la línea de cuatro complementando al marcador central ubicado en el centro-izquierdo de la defensa o en la punta de un rombo defensivo encargado en primera instancia de desbaratar el ataque del rival. En esa posibilidad de alineación destacan en la formación 4-4-2 cuando se juega sin un mediocampista defensivo nominal. También son importantes en el fútbol sudamericano cuando se privilegia suprimir al volante de contención y para jugar con volantes de salida, entonces el estóper se vuelve indispensable por delante de la defensa en un rombo defensivo. Tradicionalmente usan los números 3 o 2.
Si en comparación, el zaguero central juega contenido esperando en línea el ataque rival, el stopper, por su parte, es quien se adelanta al último jugador y presiona al oponente que viene a atacando. El estoper se encarga de las pelotas divididas, en lo posible, anticipa el peligro afuera del área. Un estóper puede ser tanto, el jugador específico que hace la marcación personal a un rival o aquel jugador que en el sentido global, se hace cargo de desbaratar el ataque oponente con anticipación a las jugadas.
Este tipo de defensor necesariamente debe ser rápido para cubrir muchas zonas del campo —tanto al costado como hacia el centro—, pues este tipo de defensores deben suplir la labor de los laterales, sobre todo si se juega en línea de tres. Quizás la capacidad más imperiosa de un stopper sea la capacidad de anticipación y por ende un gran exponente de esta forma de jugar debe ser un defensa eminentemente cerebral. A modo complementario, se trata de jugadores con buena capacidad técnica, no necesariamente deben ser tan altos y corpulentos como el central, pero si deben ser hábiles con los pies. El stopper además de defender —la cual es obviamente su rol principal— tiene una función de salida o de inicio de construcción del juego. Esta tarea es muy valiosa sobre todo si tras la anticipación en la marca, el stopper sorprende al equipo rival mal parado de contra. Un ejemplo de aquello fue Elías Figueroa, reconocido por la IFFHS como el mejor defensa sudamericano del siglo XX, quien era apodado «Míster Lujo» por su prolijidad en la marca, su habilidad para salir jugando con toda tranquilidad y dominio del balón.
Otros ejemplos clásicos son Daniel Passarella, Marcel Desailly a quien apodaban la fuerza tranquila, Fernando Hierro, Ronald Koeman, Héctor Chumpitaz o Domingos da Guia de quien se escribió «es la perfección depurada de la defensa... desarma el adversario sin violencia y luego se da el lujo de hacer un pase de ataque... vengan a ver a Domingos».

### Defensor libre por el centro (líbero)
Mayormente reconocidos como líberos. Consiste en un zaguero que posee la particularidad de jugar «libre» de obligaciones de marca o de una zona que deba cubrir. La palabra «líbero», que significa «libre» en italiano, fue empleada por la primera vez por el periodista italiano Gianni Brera. Claramente, este nombre se debe a que los líberos se encuentran «libres de marca», es decir sin una marca asignada, siendo el último jugador en salir frente a cualquiera que ataque. En un once titular el líbero se suele alinear con una defensa de tres o cinco jugadores y según sus características o estilo de juego se hacía acompañar por stoppers. Generalmente es el último de la línea defensiva pero también es posible que juegue por delante de la misma y ser libre de atacar en ciertas ocasiones, esto también varía el estilo de juego, ya que si juega detrás de la línea defensiva cumple funciones de líbero sweeper, escoba, barredora o cuevero, pues pasa «barriendo» tras la línea defensa, pero si sale a cortar adelante de la línea defensiva, entonces cumpliría funciones de líbero alemán que es como un stopper muy suelto por el medio a modo de volante. Ejemplos clásicos de líbero: Franz Beckenbauer el creador de la posición en Alemania, Gaetano Scirea en la Juventus y la selección italiana, Armando Picchi en el Inter de Milán o Matthias Sammer en el Borussia Dortmund y Hans-Jürgen Dörner por Alemania oriental. Otros ejemplos son Elías Figueroa, Daniel Passarella, Franco Baresi, Ronald Koeman y Lothar Matthäus en el final de su carrera; sin embargo, esta posición está muy en desuso.

### Lateral
También conocido como marcador de punta, usan generalmente el número 2 o 4 cuando es el lateral derecho y el número 3 o 6 cuando es el lateral izquierdo. Con la aparición del esquema 4-4-2 o wingless, cumplían funciones puramente defensivas pero con la revolución del fútbol con desdoblamiento de funciones pasaron a cumplir un rol mixto de defensa y ataque. También aparecen en las formaciones 5-3-2 y 5-4-1 del catenaccio donde tiene los costados a su disposición cosa que no pasa con la formación 4-4-2 donde existen volantes por las bandas. Por los costados de la defensa son los encargados de taponar las subidas de los punteros y aleros, de ayudar en la permuta y relevos de las marcaciones y asegurar el juego aéreo en el área central si les toca rotar con los defensas centrales. En su faceta de ataque los laterales cumplen funciones de distribuidor a distancia, ellos suben con la pelota por las bandas y suelen enviar centros al área rival para que el delantero meta gol por tanto deben tener conducción y centro. La principal diferencia con los carrileros es que los laterales juegan más contenidos también suelen ser más fuertes en la marca y más altos para el cabezazo. Ejemplos de algunos laterales clásicos han sido Carlos Alberto, Paolo Maldini, Javier Zanetti, Trent Alexander-Arnold, Jordi Alba, Dani Alves, Alphonso Davies y Andrew Robertson.

### Defensor libre por la banda (carrilero)
El carrilero y frecuentemente confundidos con los interiores (volantes por las bandas). Son indispensables para triangular en ataque dentro del esquema 4-2-2-2 y son importantes en la conducción en un esquema 4-2-4. Estos defensas son una variación moderna (aunque poco utilizados) de los laterales. Ellos tienen más tendencias a participar del ataque, con un juego más suelto y a veces con responsabilidades creativas a los costados de los tres cuartos de cancha. Se diferencia de los volantes por las bandas (interiores), no solo por una cuestión posicional sino por una cuestión de perfiles de juego y de posibilidades en el despliegue. En la evolución del fútbol a lo que es ahora en día, los carrileros tienen una combinación de laterales e interiores. Por último, se diferencia de los defensas de medio campo y los lateral volante en cuento estos partes de los costados, pero no buscan las bandas al ataque, sino que suben volanteando por el centro del campo.
En relación con los perfiles de juego los carrileros deben tener una gran capacidad física ya que recorren muchas veces la banda para atacar, cortar balones en el medio campo subido por bandas, y de nuevo volver a posiciones defensivas cuando el equipo rival monta un ataque. Los carrileros suelen subir más frecuente por las bandas y con más peligro ofensivo que los laterales -que están más contenidos- por tanto se requiere que tengan excelente conducción del balón. Los carrileros deben ser buenos en el disparo a puerta y por supuesto deben centrar desde los costados al área rival. Roberto Carlos es el ejemplo perfecto, tanto que en la selección brasileña jugaba de interior con el número 6 y en el Real Madrid jugaba de carrilero con el 3. Hay defensores laterales como João Pereira, Stephan Lichtsteiner, Mauricio Isla o Dani Alves, que saben terminar las jugadas dentro del área.
Los primeros carrileros de la historia fueron Djalma Santos, Giacinto Facchetti, Nilton Santos y Luis Eyzaguirre, posteriormente destacaron Ruud Krol, Luis Enrique Martínez, Leovegildo Júnior y Cafú y más adelante Dani Carvajal, David Alaba, Dani Alves, Jordi Alba o Marcelo Vieira. Todos ellos son ejemplos de carrileros, y muchos también pueden jugar como interiores.

### Defensor de medio campo (en desuso)
También conocidos como zagueros medios, half izquierdo y derecho o simplemente half back; fue una posición futbolística en desuso propia de la formación piramidal invertida en la década de 1930 que posteriormente persistió en los rasgos futbolísticos de los laterales volante del fútbol brasileño en los años 1970. Esta posición de fútbol cuenta con defensores que jugaban adelantados en la zona del medio campo y cubrían las subidas por las bandas desde centro de la cancha. La principal distinción que lo diferencia del carrilero es que tanto el defensa de medio campo como el lateral volante no realizaban las carreras por las bandas en dirección al ataque, sino buscaban subir desde el costado hacia centro de la cancha repartiendo fútbol como si fuera un volante de salida o un habilitador. Los sistemas de juego que usaban eran el 2-3-5 para los defensores de media cancha y el 4-2-4 o el 4-4-2 con rombo para los lateral volantes.
Desde el defensa de medio campo al lateral volante existieron proyecciones de juego, incluso que usaban los mismos números 6, 4 y 5. Por otro lado, los half back jugaban en la zona de contención en una línea de tres a ambos costados del volante de contención y los lateral volante jugaban en la línea de cuatro defensas, pero ambos cubrían la misma zonas de juego. A diferencia del volante de contención, el defensor de media cancha no era responsable de cortar el juego en el centro de la cancha, sino que debía marcar la subida de los aleros y punteros desde posiciones adelantadas, presionando la salida y empujando hacia el ataque, como un lateral volante. Por último hay que destacar que las cualidades del half back y el lateral volante eran las mismas. Estos futbolistas tenían que ser fuertes en el quite y la anticipación de la pelota, veloces para alcanzar a los extremos y punteros, debían tener buen toque de balón para meterse por el medio y repartir fútbol. De los mejores defensas de medio campo de la historia destacan José Leandro Andrade en los años 1930 y Duncan Edwards ya de los últimos volantes lateral de principios de los años 1960. En el fútbol brasileño destacan Marinho Chagas y Everaldo Marques en los 1970.

## Aspectos tácticos y técnicos

### Tácticas defensivas

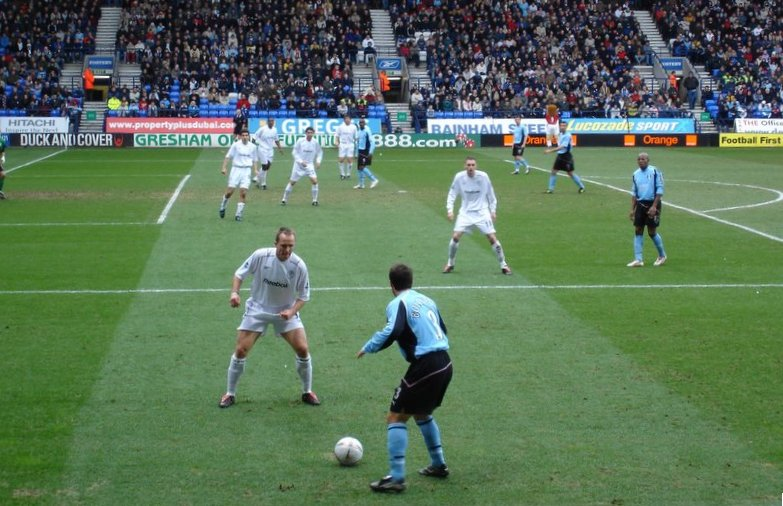
Los defensores del Bolton Wanderers (de blanco) posicionados de acuerdo a las circunstancias para obstaculizar el ataque del equipo rival.

Existen tres tipos de tácticas defensivas:
1) Defensa individual donde la responsabilidad se establece con respecto a la relación directa jugador defensor/jugador atacante, y no se tiene en cuenta la organización racional del espacio. Es una defensa agresiva, que posibilita la rápida recuperación del balón. Requiere una gran condición física, provoca muchos espacios, dando facilidad al equipo rival y con ella se cometen mayor número de faltas.
2) Defensa zonal consiste en la asignación de un cierto espacio a cada jugador cuyas delimitaciones variaran en función del movimiento del balón. La responsabilidad deja de ser individual para ser espacial. Es útil para proteger al máximo la portería, reduce al mínimo el número de faltas así como el desgaste físico y permite salir al contraataque muy fácilmente. Se puede romper con ataques rápidos; no es recomendable utilizarla con el resultado en contra y es fácilmente atacable con el uso de 2 por 1 en zona por el equipo atacante.
3) Defensa mixta consistiría en combinar el marcaje individual con el marcaje zonal a partir de aspectos tales como la basculación o disposición de juego. Normalmente la marca individual se realizará sobre el jugador más válido del equipo contrario, y el resto del equipo defenderá zonalmente. Un ejemplo de defensa mixta, lo dio el equipo del Grande Inter de Milan, a mediado de los años 60s.

### Cometidos tácticos en defensa
Respecto del balón, el espacio y posicionamiento:
- Marcaje: El defensa cubre al jugador rival para impedirle que ocupe el espacio marcado por alguna jugada.
- Corte: El defensa sale de su posición, para buscar una entrada de frente ante un rival que viene con el balón.
- Persecución: Es la acción de perseguir a un rival desde su propia zona, en dirección a la zona a defender, con la intención principal de conseguir una entrada respecto del balón y no de la zona. La caza del balón responde a aspectos tácticos tales como la agresividad en la recuperación o el repliegue a los espacios, como acción consecutiva a la presión ofensiva en área rival, sin embargo también puede responder a cometidos respecto de un rol, como el caso de un defensa de corte, o un delantero extremo con tareas de marca y repliegue. A diferencia del repliegue que se enfoca en alcanzar las zonas defensivas, la persecución busca recuperar o cazar al balón.
- Coordinación: Es la capacidad de un individuo y del grupo defensivo, de jugar en línea, teniendo en cuenta el arma táctica del off side, tanto para empujar al rival a su propia área en el achique de espacios, como para organizar la marca, anticipación y corte de jugadas.
- Presión: O en inglés y jerga, llamada pressing, refiere al trabajo colectivo y coordinado, de adelantar líneas y posicionarse en el área rival, realizando marcajes en bloque, o mayormente, jugador por jugador.
- Escalonamiento: Es la distribución táctica del equipo, para impedir el despliegue del rival. Implica tanto la acción del pressing, como la acción del posicionamiento táctico de los delanteros, mediocampistas y el empuje de la línea defensiva.
- Apoyo en la recuperación: También llamada, agresividad, es la acción de apoyar numéricamente en la marca de un defensa frente a un rival, que a su vez, implica juego coordinado en la defensa para cubrir espacios. A diferencia de la presión, que es una acción en bloque y ordenada, mayormente jugador por jugador, la agresividad es una acción colectiva en la marca y que implica el posicionamiento, permutas y coberturas en bloque. A diferencia del repliegue, la agresividad privilegia el juego en torno al balón.
- Ayudas permanentes: Son una serie de soluciones favorables que se presentan al jugador que posee el balón, con la intención de despliegue en la salida o contragolpe, a saber, mostrarse a la jugada o correr a los espacios.
- Vigilancia: Es cuando los defensas deben cubrir alguna zona del campo que, aunque no esté ocupada por ningún contrario, sea importante para prevenir una posible jugada del rival.

Respecto del repliegue y basculación:
- Repliegue al espacio: Se realiza cuando el equipo propio pierde el balón durante una acción ofensiva, los defensas deben regresar a sus posiciones naturales para evitar que el equipo rival pueda beneficiarse de la descolocación de los defensas. A diferencia de la persecución que busca al balón y o la agresividad en la marca, el repliegue se enfoca a la reubicación en zonas defensivas.
- Cobertura: Es la acción de ocupar el espacio que deja un jugador propio, que se descuelga en ataque y o pierde el balón.
- Permuta: Son una serie de acciones que permiten, ante todo, no perder la ocupación racional del terreno de juego, cuando quien pierde el balón, cubre u ocupando la espalda del compañero que sale a cortar, marcar o recuperar la posición que él mismo perdió en primera instancia.
- Cierre táctico: Son acciones de cobertura, aprendidas desde «el banco», para enfrentar situaciones frente al balón y de espaldas a la propia meta. A diferencia del cierre técnico de la jugada, implica una acción aprendida del bloque defensivo y no sólo de la lectura inteligente del último jugador.

Respecto del despliegue y basculación:
- Despliegue: es la acción defensiva en conjunto, resultado de la recuperación del balón y que implica descuelgues, salidas, contragolpes y por tanto coberturas. Puede implicar salidas con balón o posicionamiento ofensivo del espacio.
- Salida con balón: Son diferentes tipos o formas de sacar el balón jugado desde el fondo, donde puede existir procedimientos aprendidos «desde la banca» o simplemente asociaciones naturales que se dan en el desarrollo del juego.
- Salida con posicionamiento ofensivo: Son diferentes tipos o formas aprendidas de sacar el balón desde el fondo, a partir de procedimientos tácticos dirigidos desde «la banca». Puede implicar la acción de un fútbol directo, vertical o alguna forma de contragolpe.
- Descuelgue táctico: Es una acción táctica propia de carrileros o líberos, que consiste en incorporarse al ataque, en coordinación con las coberturas, despliegues o basculaciones improvisadas o aprendidas. Individualmente el descuelgue implica también, una buena lectura del juego.
- Desdoblamiento: Es una permuta ofensiva, con la intención de asociarse en ataque para avanzar y cubrir espacios en área rival. El desdoblamiento implica un tándem táctico aprendido entre jugadores.
- Apoyo en la salida: Es la acción de mostrarse a quien tiene el balón, para ayudar en la salida con claridad y juego asociado.

### Cometidos técnicos en defensa
Aparte de las habilidades físicas de fondo, como la reacción, fuerza o velocidad, existe una gama de habilidades técnico motrices, entendidas como cometidos tácticos.
Habilidades técnico motrices:
- Entrada de frente: Acción directa que realiza un jugador para arrebatar el balón a un rival que viene de frente. Se presume que una entrada de frente, debe ser una entrada limpia.
- Entrada de desde atrás: Acción directa que realiza un jugador para arrebatar el balón a un rival al cual viene persiguiendo. Implica una jugada que combina ritmo de juego en cuanto al repliegue y precisión en la entrada, que debe ser siempre limpia y nunca agresiva.
- Entrada agresiva: Es la acción respecto del balón, de frente o al lado del rival, con la intención de ganar la colocación e intervenir la trayectoria, empleando aspectos físicos con poner el cuerpo o efectuar una barrida. La entrada agresiva está prohibida si se realiza a espaldas del oponente, quien no podría anticiparse o evitar en el movimiento.
- Carga: Es la acción en carrera, donde el defensa empuja hombro con hombro al jugador rival (reglamentariamente) para arrebatarle el balón.
- Brega: O ganancia de la posición, lo cual tiene que ver con la inteligencia kinestésica de un jugador en cuanto a balance postural y fuerza, para imponer su cuerpo en cuando a la defensa de una posición respecto del remate o cabezazo en un córner, o en cuanto a la ganancia de alguna acción ofensiva, como el dribleo o la conducción. No confundir posicionamiento que tiene que ver con la lectura y forma de correr de un jugador, con la ganancia de la posición, que implica la brega.
- Caza: Es la acción de correr frente al balón, en oposición a un rival atacante, con la intención de llegar primero y o cubrir al rival.
- Interceptación: Es cuando el defensa corta o desvía un pase del rival, acabando así con la jugada.
- Anticipación: Es cuando un defensa lee la intención del rival y se anticipa a este, desbaratando la acción que pretendía realizar en el desarrollo del juego.

-Existen otras habilidades técnico motrices, complejas y simples, pero que son genéricas a todos los jugadores de campo.
Habilidades tácticas mentales:
- Lectura defensiva: Es la capacidad de un defensa, no sólo para anticipar la trayectoria del balón, sino también, para saber posicionarse en una jugada, cubrir o hacer el cierre.
- Lectura ofensiva: Es la capacidad de un defensa, para elegir el mejor momento para incorporarse con balón o descolgarse en ataque.
- Inteligencia táctica: Es la suma de una buena lectura ofensiva y defensiva, al aprovechar y considerar el desarrollo táctico de las jugadas del rival.
- Cierre: Es la acción donde un defensa de frente al balón y de espaldas al arco, para ganar el balón respecto del espacio en el que se juega. El cierre a diferencia de la cobertura, implica una lectura del juego del rival, muchas veces esta acción es responsabilidad táctica del último jugador, pero depende de la inteligencia y el posicionamiento del jugador de turno.
- Posicionamiento: Es la capacidad de un individuo, de ubicarse tácticamente respecto de posiciones aprendidas desde «la banca» en cuanto al dibujo táctico dispuesto.
- Colocación: Es la acción intuitiva de saber ubicarse o correr en el campo, para resguardar o conseguir, una posición clave en el desarrollo de una jugada.
- Coordinación en línea: Es una forma de posicionamiento respecto de jugar en línea, teniendo en cuenta el arma táctica del off side. El posicionamiento no siempre se realiza en la propia área, sino que muchas veces implica empujar a los agentes ofensivos del rival, a la área de ellos mismos o también, achicar espacios durante la acción ofensiva del rival, para que cometa errores.
- Temporización: Es la inteligencia de un jugador puntual, para organizar y coordinar la línea defensiva, empleando el arma táctica del off side.
- Descuelgue: Es la acción de ayudar en el despliegue y salida, respecto de la ganancia de posiciones en el campo. El descuelgue va a depender tanto de la instrucción táctica desde la «la banca» o como de la inteligencia en la lectura de la jugada de quien realiza el descuelgue.
- Muestreo: Es la acción intuitiva o aprendida de un jugador, para saber mostrarse a quien tiene el balón, en el proceso de sacar la pelota jugada desde el fondo del campo. Es una forma de colocación del jugador, respecto del balón, más que del espacio.
- Claridad: Es la suma de capacidades del jugador que controla el balón en el fondo del campo, para dar tranquilidad en el dominio del balón, elegir la mejor opción de pase y entregarlo con precisión entre líneas o lateralizando. En concreto, claridad es elegir la mejor opción del pase, pero para ello debe sumarse la calidad del pase, como el control del balón. La claridad del un jugador, se puede ver beneficiada por la colocación, muestreo y lectura de los compañeros.
- Presión: Una vez perdido el balón, los defensas debe adelantar líneas con criterio y presionar al rival para molestarle y obstaculizar sus movimientos.[17]

## Defensas goleadores
Aunque al defensa no se le exige la responsabilidad de hacer goles es importante hacer notar que algunos de los mejores defensas de la historia tuvieron la capacidad de ser un aporte en el ataque. Dentro de los defensas goleadores se destacan no solo los carrileros que suben y bajan sino también centrales y laterales de proyección. Según la IFFHS ranking de la FIFA el defensa goleador se destacan Ronald Koeman, Daniel Passarella, Fernando Hierro, quien se caracterizaba por el cabeceo y el tiro libre de igual forma, Roberto Carlos, Edgardo Bauza, Paul Breitner, Héctor Chumpitaz y Laurent Blanc. De los goles más famosos hecho por un defensa destaca el Gol iluminado de Elías Figueroa en 1975.

## Defensas destacados

### Los mejores del mundo
En el ranking FIFA elaborado a finales del 2004, se incluyó a 5 defensas entre los 50 Mejores Jugadores del Siglo XX.
N.º, País, Jugador, (N.° posición).
1. Franz Beckenbauer - (3)
2. Daniel Passarella (6)
3. Bobby Moore - (2)
4. Franco Baresi - (3)
5. Elías Figueroa - (2)

### Los mejores de Europa
La FIFA con motivo de elaborar el ranking histórico del siglo XX en Europa incluyó a 9 Defensas en el rubro Mejor Jugador Europeo del Siglo
N.º, País, Jugador, (N° posición)
1. Franz Beckenbauer (3)
2. Giacinto Facchetti (3)
3. Bobby Moore (6)
4. Franco Baresi (2)
5. Gaetano Scirea (2) o (6).
6. Paolo Maldini (3) o (6).
7. Ruud Krol (2) o (3)
8. Paul Breitner (3)
9. Ronald Koeman (2)

### Los mejores de Sudamérica
En el ranking del Mejor jugador sudamericano del siglo la FIFA incluyó a 8 defensas:
N.º, País, Jugador, (N° posición)
1. Daniel Passarella (6)
2. Elías Figueroa (2)
3. Nilton Santos (3)
4. José Nasazzi (2)
5. Héctor Chumpitaz (2)
6. Luís Edmundo Pereira (2)
7. Carlos Alberto Torres (4)
8. Domingos Antônio da Guia (2)

### Defensas goleadores
La IFFHS ha elaborado un ranking de Los 80 máximos goleadores de Primera División de todos los tiempos jugando de defensor.
| N.º | Nombre               | Nacionalidad | Periodo   | PJ  | Goles | Promedio |
| --- | -------------------- | ------------ | --------- | --- | ----- | -------- |
| 1   | Ronald Koeman        | Países Bajos | 1980-1997 | 533 | 193   | 0.36     |
| 2   | Daniel Passarella    | Argentina    | 1974-1989 | 451 | 134   | 0.30     |
| 3   | Fernando Hierro      | España       | 1987-2005 | 541 | 110   | 0.20     |
| 4   | Edgardo Bauza        | Argentina    | 1977-1992 | 499 | 108   | 0.22     |
| 5   | Paul Breitner        | Alemania     | 1970-1983 | 369 | 103   | 0.28     |
| 6   | Laurent Blanc        | Francia      | 1987-2003 | 500 | 95    | 0.19     |
| 7   | José Rafael Albrecht | Argentina    | 1960-1977 | 506 | 95    | 0.18     |
| 8   | Gary Lloyd           | Gales        | 1992-2009 | 515 | 90    | 0.17     |
| 9   | Franck Sauzée        | Francia      | 1983-2002 | 483 | 89    | 0.18     |
| 10  | Juan Domingo Rocchia | Argentina    | 1970-1983 | 396 | 86    | 0.22     |

Otros grandes defensas integran la lista en ubicaciones intermedias, entre ellos se destacan; Enzo Trossero (76), Sergio Ramos (75), Roberto Carlos (68), Franz Beckenbauer (67), Héctor Chumpitaz, Ariel Garcé (65), Andreas Brehme (62) y Giacinto Facchetti (59). Joaquín Laso (5) 